# Hong Kong Open 1984
L'Hong Kong Open 1984 è stato un torneo di tennis giocato sul cemento. È stata l'11ª edizione dell'Hong Kong Open che fa del Volvo Grand Prix 1984. Si è giocato a Hong Kong dal 22 al 28 ottobre 1984.

## Campioni

### Singolare
Andrés Gómez ha battuto in finale  Tomáš Šmíd con il punteggio di 6–3, 6–2

### Doppio
Ken Flach /  Robert Seguso hanno battuto in finale  Mark Edmondson /  Paul McNamee con il punteggio di 6–7, 6–3, 7–5